# Hsieh Yu-chieh
Hsieh Yu-chieh, auch Hsieh Shu-ying (chinesisch 谢淑映 / 謝語倢, Pinyin Xiè Shūyìng; * 23. Juli 1993) ist eine taiwanische Tennisspielerin. Sie ist die jüngere Schwester der Tennisspielerin Hsieh Su-wei.

## Karriere
Hsieh spielt hauptsächlich auf dem ITF Women’s Circuit und erzielt ihre Erfolge größtenteils in Doppelkonkurrenzen, von denen sie auf bei ITF-Turnieren bereits zehn gewinnen konnte.
Ihre besten Weltranglistenplatzierungen erreichte sie im Doppel mit Rang 129 im Oktober 2019 und im Einzel mit Position 830 im Februar 2012.
Am 25. November 2017 gewann sie mit ihrer Schwester den Challenger auf Hawaii. Im Finale besiegten sie die Paarung Eri Hozumi/Asia Muhammad mit 6:1, 7:63.

## Turniersiege

### Doppel
| Nr. | Datum             | Turnier       | Kategorie      | Belag             | Partnerin      | Finalgegnerinnen                   | Ergebnis          |
| --- | ----------------- | ------------- | -------------- | ----------------- | -------------- | ---------------------------------- | ----------------- |
| 1.  | 13. April 2012    | Wenshan       | ITF $50.000    | Hartplatz         | Hsieh Su-wei   | Liu Wanting Xu Yifan               | 6:3, 6:2          |
| 2.  | 26. Mai 2012      | Karuizawa     | ITF $25.000    | Rasen             | Kumiko Iijima  | Samantha Murray Emily Webley-Smith | 3:6, 7:66, [10:1] |
| 3.  | 30. März 2014     | Osprey        | ITF $50.000    | Sand              | Rika Fujiwara  | Irina Falconi Eva Hrdinová         | 6:3, 6:75, [10:4] |
| 4.  | 8. Oktober 2016   | Porto         | ITF $10.000    | Sand              | Hsieh Su-wei   | Francisca Jorge Rita Vilaca        | 6:3, 6:4          |
| 5.  | 10. Juni 2017     | Hammamet      | ITF $15.000    | Sand              | Wu Fang-hsien  | Fernanda Brito Noelia Zeballos     | 5:7, 6:3, [11:9]  |
| 6.  | 25. November 2017 | Honolulu      | WTA Challenger | Hartplatz         | Hsieh Su-wei   | Eri Hozumi Asia Muhammad           | 6:1, 7:63         |
| 7.  | 25. Januar 2019   | Plantation    | ITF $25.000    | Sand              | Lee Pei-chi    | Wolha Hawarzowa Jada Robinson      | 6:1, 6:4          |
| 8.  | 7. Juni 2019      | Daegu         | ITF $25.000    | Hartplatz         | Lee Pei-chi    | Choi Ji-hee Han Na-lae             | 6:3, 7:65         |
| 9.  | 20. November 2021 | Funchal       | ITF W25        | Hartplatz         | Alicia Barnett | Inês Murta Daniela Vismane         | 6:1, 3:6,[10:8]   |
| 10. | 7. Mai 2022       | Daytona Beach | ITF W25        | Sand              | Hsu Chieh-yu   | Chelsea Fontenel Hina Inoue        | 7:5, 6:0          |
| 11. | 20. November 2022 | Tokio         | ITF W60        | Hartplatz (Halle) | Jessy Rompies  | Mai Hontama Junri Namigata         | 6:4, 6:3          |